# Geoeconomia
La geoeconomia è una disciplina che studia le politiche e le strategie da adottare per accrescere la competitività degli Stati.
Il termine è stato introdotto alla fine degli anni ottanta dall'economista Edward Luttwak, secondo il quale, dopo la fine della guerra fredda, la forza militare di uno stato non è più il principale parametro che determina la graduatoria di importanza di questo sulla scena internazionale, che quindi viene sostituita in questo ruolo di parametro di valutazione, dalla capacità e forza economica.
L'economista francese Pascal Lorot dà questa definizione:
Secondo la geoeconomia ogni Stato deve essere considerato un sistema Paese in competizione con gli altri sistemi, in uno scenario globale che è caratterizzato dall'esistenza di regole oggettive, cioè derivate dai meccanismi propri dell'economia, ma anche soggettive derivanti cioè da specifici accordi stipulati fra i vari stati in merito alla modalità di commercio delle merci, che devono essere rispettate pena l'applicazione di ritorsioni o sanzioni da parte degli altri Stati che operano nel sistema.